# Kratos XQ-58A
Die Kratos XQ-58A Valkyrie ist ein experimentelles unbemanntes Luftfahrzeug (UAV) des US-amerikanischen Herstellers Kratos Defense & Security Solutions.

## Konzept des Loyal Wingman

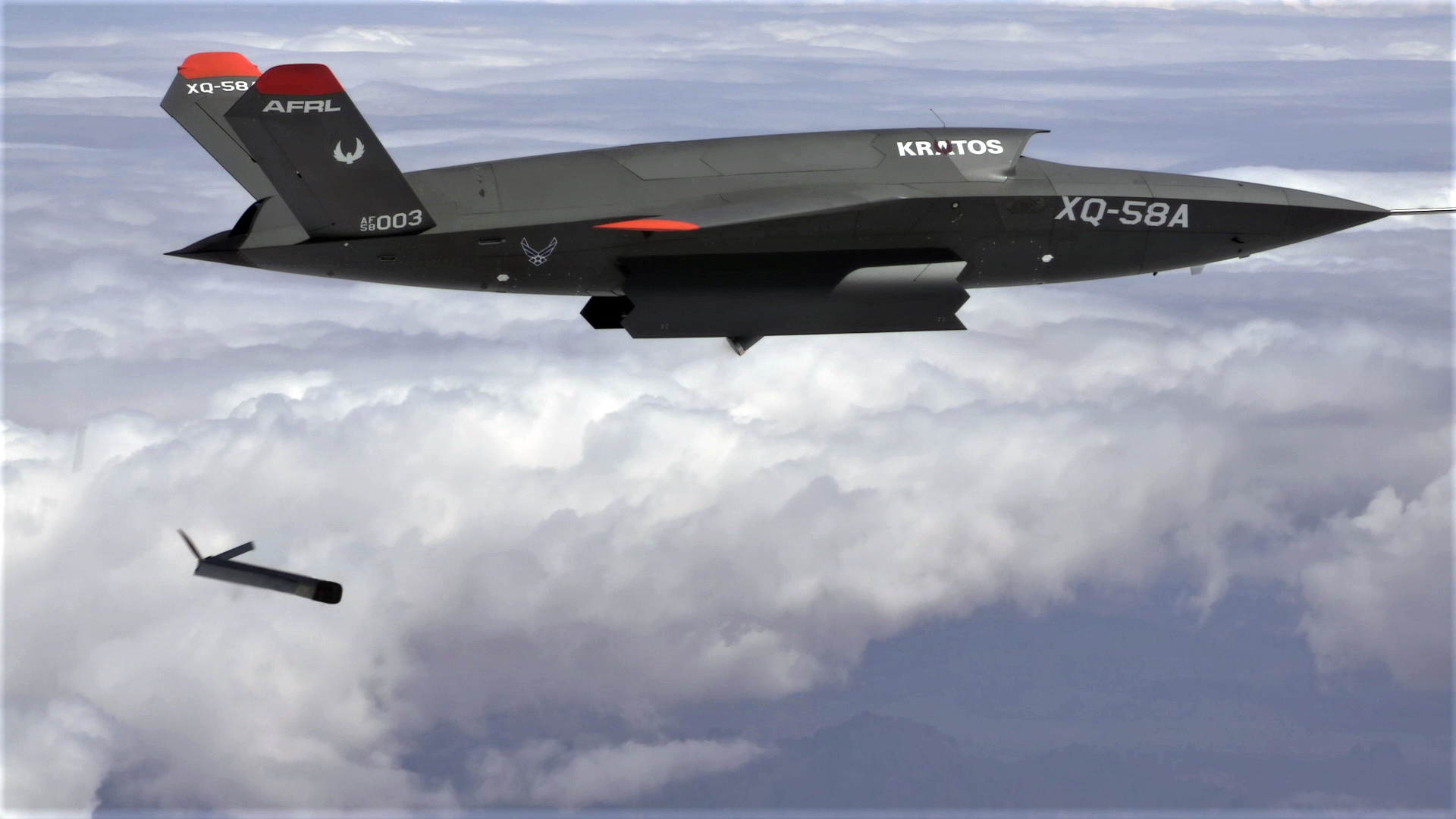
Valkyrie beim Abwurf einer Altius-600-Drohne

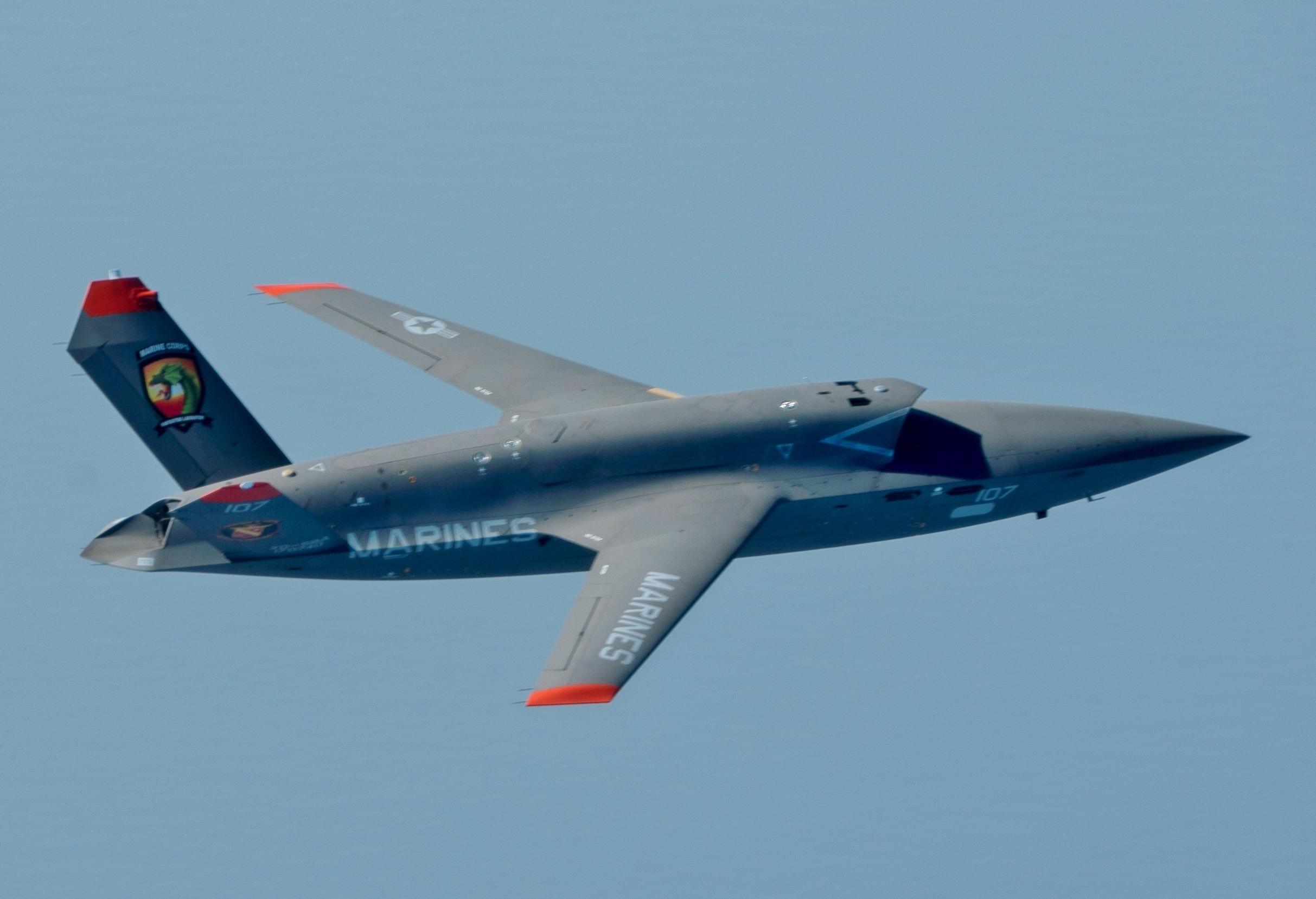
Valkyrie des U.S. Marine Corps bei einem Testflug über der Eglin Air Force Base (Oktober 2023)

Die Valkyrie ist als strahlgetriebenes Langstrecken-UAV ausgelegt, das im hohen Unterschallbereich operieren kann. Aufgabe des UAVs ist es, an der Seite eines bemannten Jagdflugzeugs zu fliegen und dabei autonom zu navigieren. Dieses Konzept wird im englischen Sprachgebrauch als Loyal Wingman bezeichnet und sieht die Verwendung von kleinen Drohnen vor, die bemannte Jagdflugzeuge im Einsatz begleiten. Sie sollen dabei vor allem feindliche Angriffe auf sich ziehen und Aufklärungsaufgaben übernehmen. Bereits vor der endgültigen Zustimmung des US-Verteidigungsministeriums zu diesem Konzept hatte das US Air Force Research Laboratory (AFRL) die  Zusammenarbeit mit Kratos aufgenommen.
Die Entwicklung des Konzepts wird im Rahmen des Low-Cost-Attritable-Aircraft-Technology-Programms (LCAAT) des AFRL durchgeführt. Die Stückkosten für die Valkyrie werden mit zwei bis drei Millionen US-Dollar veranschlagt. Für die Erprobung sind fünf Flüge in zwei Phasen vorgesehen.
Im Dezember 2022 bestellte das United States Marine Corps für Testzwecke zwei XQ-58. Erste Testflüge fanden im Oktober 2023 auf der Eglin Air Force Base statt. Im Januar 2023 bestellte auch die United States Navy zwei XQ-58 für Testzwecke.

## Technische Daten
| Kenngröße  | Daten        |
| ---------- | ------------ |
| Besatzung  | 0            |
| Länge      | 8,80 m       |
| Spannweite | 6,70 m       |
| Reichweite | über 5500 km |